# Blidingia
Genre
Blidingia est un genre d'algues vertes de la famille des Kornmanniaceae.
Dans sa forme la plus visible, Blidingia se présente sous forme de petits tubes verts dont la paroi est constituée d'une seule couche de cellules et ressemble à une entéromorphe. Elle s'en différencie cependant par des petites cellules et un plaste focal.
Blidingia  se singularise surtout par la possibilité de plusieurs types de cycles biologiques, avec des phases alternantes sous forme de coussinets ou de filaments.

## Liste des espèces
Selon AlgaeBase (29 avril 2013) et World Register of Marine Species (29 avril 2013) :
- Blidingia chadefaudii (Feldmann) Bliding
- Blidingia dawsonii (Hollenberg & I.A.Abbott) S.C.Lindstrom, L.A.Hanic & L.Golden
- Blidingia marginata (J.Agardh) P.J.L.Dangeard
- Blidingia minima (Nägeli ex Kützing) Kylin (espèce type)
- Blidingia ramifera (Bliding) Garbary & L.B.Barkhouse
- Blidingia subsalsa (Kjellman) Kornmann & Sahling ex Scagel & al.
- Blidingia tuberculosa (P.J.L.Dangeard) Benhissoune, Boudouresque & Verlaque